# 259-я истребительная авиационная дивизия
259-я истреби́тельная авиацио́нная Городокская ордена Ленина Краснознамённая ордена Суворова диви́зия (259-я иад) — соединение Военно-Воздушных сил (ВВС) Вооружённых Сил РККА, принимавшее участие в боевых действиях Великой Отечественной войны.

## Наименования дивизии
- 259-я истребительная авиационная дивизия;
- 259-я истребительная авиационная Городокская дивизия;
- 259-я истребительная авиационная Городокская ордена Ленина дивизия;
- 259-я истребительная авиационная Городокская ордена Ленина Краснознамённая дивизия;
- 259-я истребительная авиационная Городокская ордена Ленина Краснознамённая ордена Суворова дивизия;
- 259-я истребительная авиационная Городокская ордена Ленина Краснознамённая ордена Суворова дивизия ПВО;
- Полевая почта 36735.

## Создание дивизии

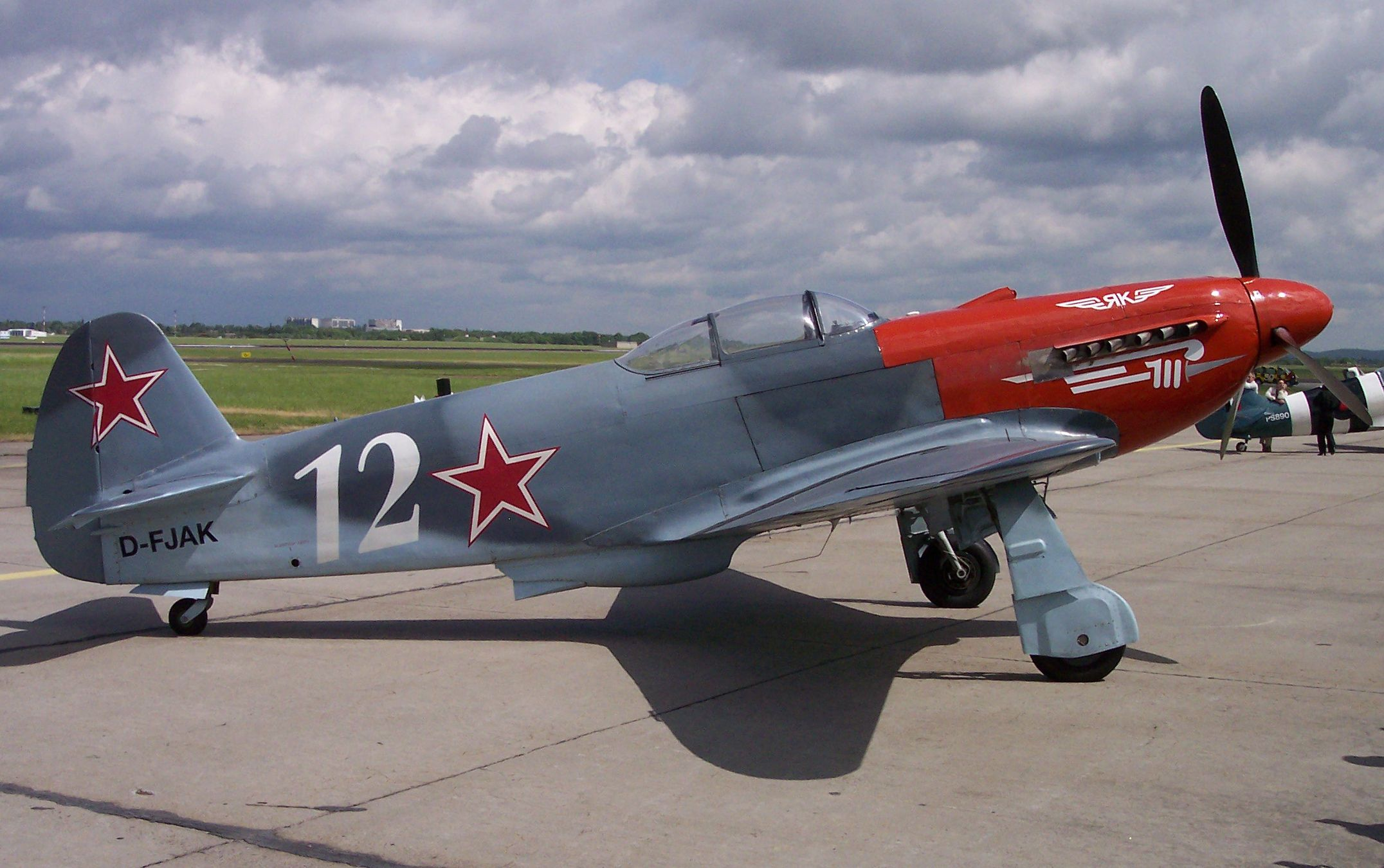
Истребитель Як-3

259-я истребительная авиационная дивизия сформирована 30 ноября 1942 года на основании Приказа НКО СССР на базе Управления Военно-воздушных сил 32-й армии

## Расформирование дивизии
259-я истребительная авиационная Городокская ордена Ленина Краснознамённая ордена Суворова дивизия ПВО расформирована в составе 15-го корпуса ПВО.

## В действующей армии
В составе действующей армии:
- с 22 ноября 1942 года по 18 июня 1943 года,
- с 5 августа 1943 года по 1 мая 1945 года

## Командир дивизии
| Звание    | Имя                      | Период                  | Примечание |
| --------- | ------------------------ | ----------------------- | ---------- |
| Полковник | Ячменёв Семён Степанович | 30.11.1942 — 13.08.1943 |            |
| Полковник | Курбатов Яков Архипович  | 14.08.1943 — 01.06.1946 |            |

## В составе объединений
| Дата          | Фронт (округ)                        | Армия                                   | Корпус                                     | Примечания     |
| ------------- | ------------------------------------ | --------------------------------------- | ------------------------------------------ | -------------- |
| 30.11.1942 г. | Карельский фронт                     | ВВС фронта                              | -                                          | -              |
| 01.12.1942 г. | Карельский фронт                     | 7-я воздушная армия                     | -                                          | -              |
| 18.06.1943 г. | Резерв Верховного Главнокомандования | -                                       | -                                          | -              |
| 23.06.1943 г. | Резерв Верховного Главнокомандования | -                                       | 7-й истребительный авиационный корпус      | -              |
| 26.06.1943 г. | Степной военный округ                | 5-я воздушная армия                     | 7-й истребительный авиационный корпус      | -              |
| 09.07.1943 г. | Степной фронт                        | 5-я воздушная армия                     | 7-й истребительный авиационный корпус      | -              |
| 31.07.1943 г. | Резерв Верховного Главнокомандования | -                                       | -                                          | -              |
| 05.08.1943 г. | Калининский фронт                    | 3-я воздушная армия                     | -                                          | -              |
| 20.10.1943 г. | 1-й Прибалтийский фронт              | 3-я воздушная армия                     | -                                          | -              |
| 24.02.1945 г. | 3-й Белорусский фронт                | 3-я воздушная армия                     | Земландская группа войск                   | -              |
| 03.04.1945 г. | 3-й Белорусский фронт                | 3-я воздушная армия                     | -                                          | -              |
| 07.05.1945 г. | Ленинградский фронт                  | 3-я воздушная армия                     | -                                          | -              |
| 10.06.1945 г. | Особый военный округ                 | 3-я воздушная армия                     | -                                          | -              |
| 17.12.1945 г. | Бакинский военный округ              | 7-я воздушная армия                     | -                                          | -              |
| 24.04.1946 г. | Закавказский военный округ           | 11-я воздушная армия                    | -                                          | -              |
| 20.11.1947 г. | Бакинский военный округ              | 7-я воздушная армия                     | 5-й истребительный авиационный корпус      | -              |
| 10.01.1949 г. | Закавказский военный округ           | 34-я воздушная армия                    | 62-й истребительный авиационный корпус     | -              |
| 01.01.1950 г. | Бакинский район ПВО                  | 42-я воздушная истребительная армия ПВО | 36-й истребительный авиационный корпус ПВО | -              |
| 01.09.1953 г. | Бакинский район ПВО                  | 42-я воздушная истребительная армия ПВО | 62-й истребительный авиационный корпус     | -              |
| 14.06.1954 г. | Бакинский округ ПВО                  | 42-я воздушная истребительная армия ПВО | 62-й истребительный авиационный корпус     | -              |
| 1960 г.       | Бакинский округ ПВО                  | -                                       | 15-й корпус ПВО                            | -              |
| 1963 г.       | Бакинский округ ПВО                  | -                                       | 15-й корпус ПВО                            | расформирована |

## Части и отдельные подразделения дивизии
За весь период своего существования боевой состав дивизии претерпевал изменения, в различное время в её состав входили полки:

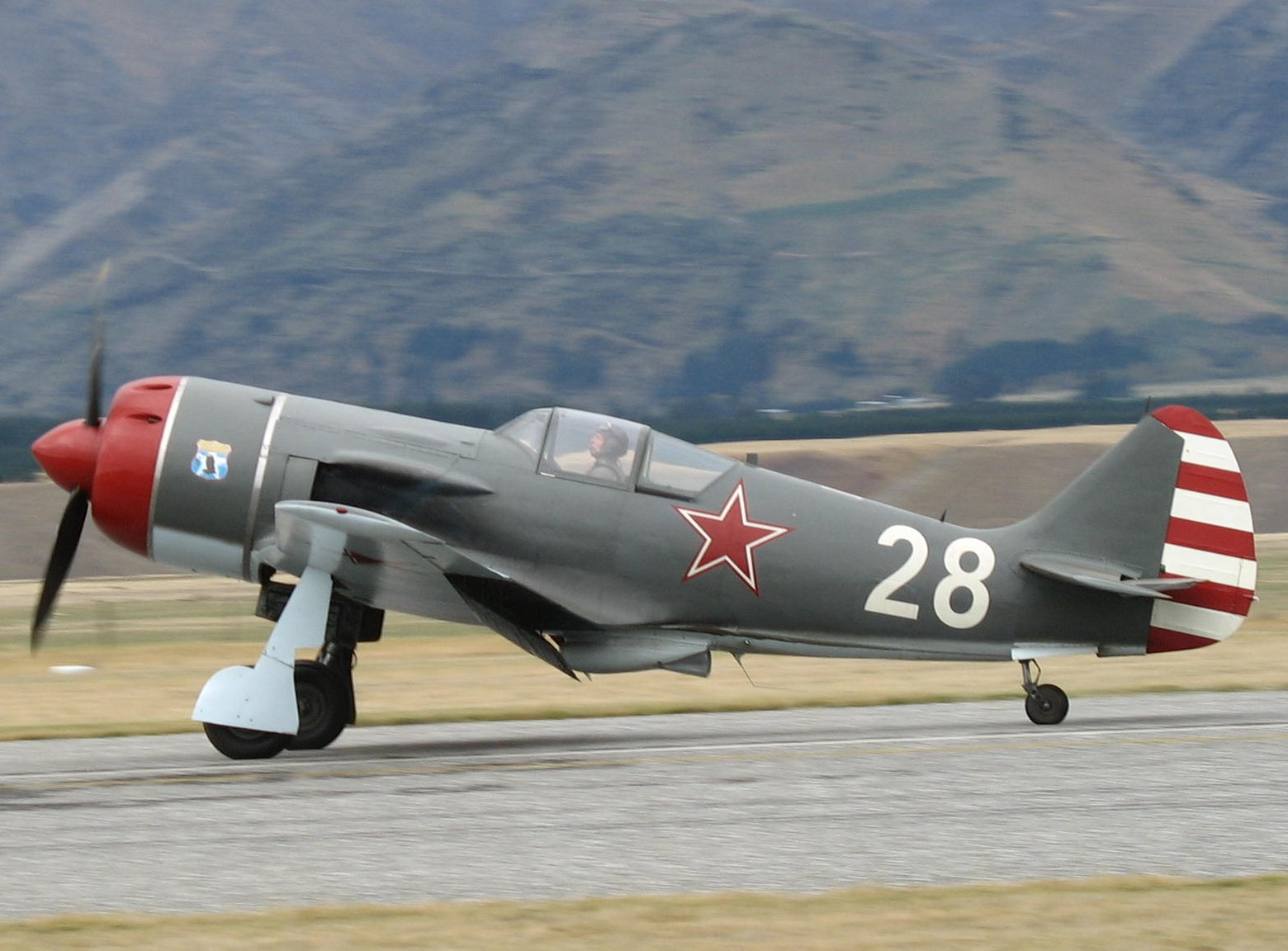
Ла-9

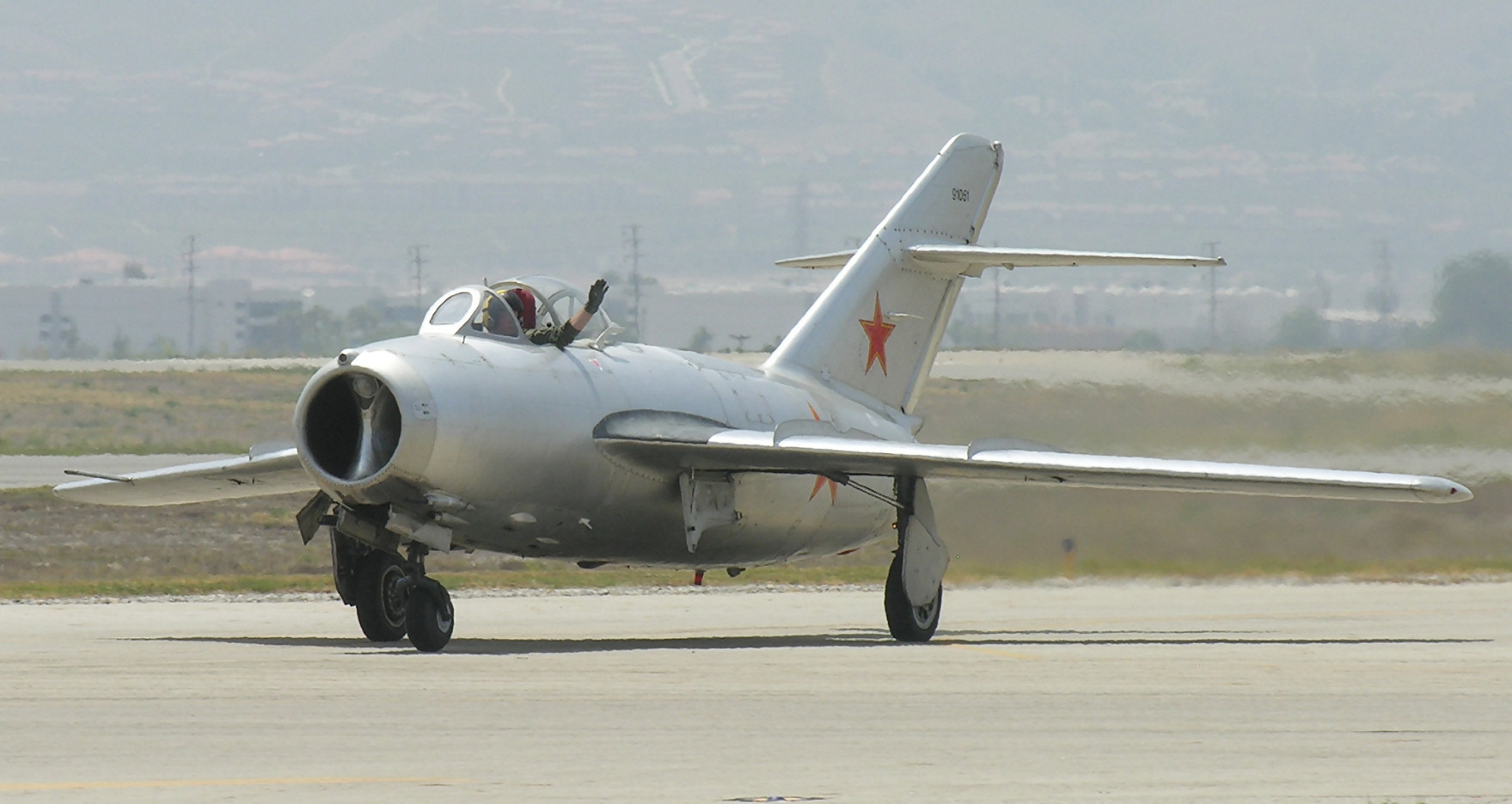
МиГ-15

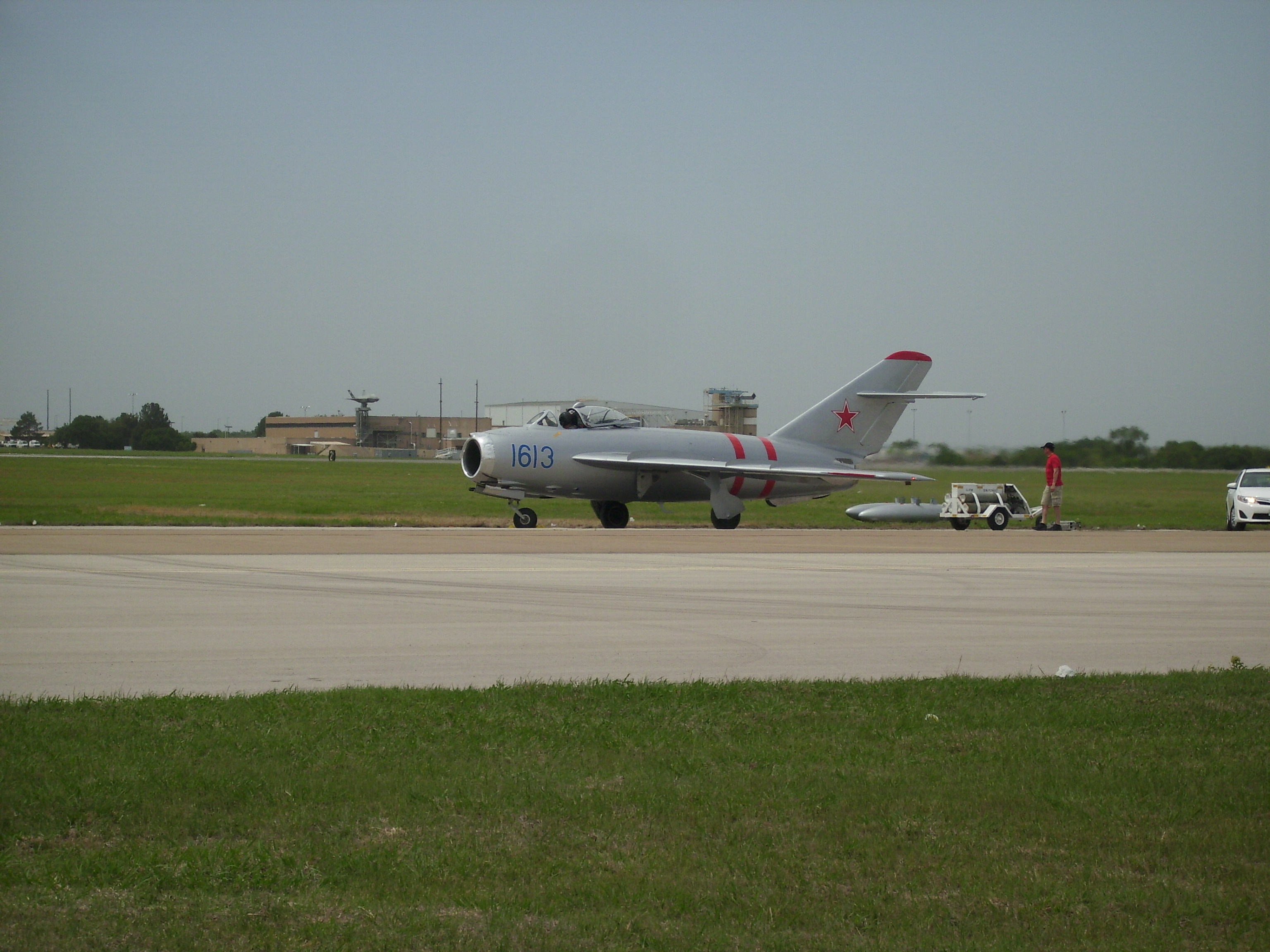
МиГ-17

| Период                        | Части                                 |
| ----------------------------- | ------------------------------------- |
| 12.12.1942 г. — 27.02.1943 г. | 609-й истребительный авиационный полк |
| 12.12.1942 г. — 25.03.1943 г. | 195-й истребительный авиационный полк |
| 01.01.1943 г. — 22.02.1943 г. | 760-й истребительный авиационный полк |
| 19.02.1943 г. — 03.07.1943 г. | 152-й истребительный авиационный полк |
| 29.07.1943 г. — 1963 г.       | 761-й истребительный авиационный полк |
| 01.08.1943 г. — 1963 г.       | 976-й истребительный авиационный полк |
| 09.08.1943 г. — 1963 г.       | 21-й истребительный авиационный полк  |
| хх — 27.03.1947 г.            | 167-й истребительный авиационный полк |

## Участие в операциях и битвах
- Великолукская наступательная операция — с 30 ноября 1942 года по 20 января 1943 года.
- Демянская наступательная операция — с 15 февраля 1943 по 28 февраля 1943 года.
- Ржевско-Вяземская наступательная операция — с 2 марта 1943 года по 31 марта 1943 года.
- Смоленская операция «Суворов»[3] — с 7 августа 1943 года по 2 октября 1943 года.
- Духовщинско-Демидовская наступательная операция[3] — с 13 августа 1943 года по 2 октября 1943 года.
- Невельская наступательная операция — с 6 октября 1943 года по 10 октября 1943 года.
- Городокская операция[3] — с 12 декабря 1943 по 31 декабря 1943 года.
- Витебско-Оршанская операция[3] — с 23 июня 1944 года по 28 июня 1944 года.
- Минская операция[3] — с 29 июня 1944 года по 4 июля 1944 года.
- Полоцкая наступательная операция[3] — с 29 июня 1944 года по 4 июля 1944 года.
- Шяуляйская операция[3] — с 5 июля 1944 года по 31 июля 1944 года.
- Прибалтийская операция — с 14 сентября 1944 года по 24 ноября 1944 года.
- Рижская операция — с 14 сентября 1944 года по 22 октября 1944 года.
- Мемельская операция — с 5 октября 1944 года по 22 октября 1944 года.
- Восточно-Прусская операция[3] — с 13 января 1945 года по 25 апреля 1945 года.
- Кенигсбергская операция[3] — с 6 апреля 1945 года по 9 апреля 1945 года.
- Земландская наступательная операция[3] — с 13 апреля 1945 года по 25 апреля 1945 года.
- Блокада и ликвидация Курляндской группировки[3] — с 5 мая 1945 года по 9 мая 1945 года.

## Почётные наименования
Присвоены почётные наименования:
- 259-й истребительной авиационной дивизии за отличие в боях за освобождение Городка присвоено почётное наименование «Городокская»[6]
- 21-му истребительному авиационному полку 10 июля 1944 года за отличие в боях с немецкими захватчиками по прорыву Витебского укреплённого района немцев, а также за овладение городом Витебск приказом ВГК присвоено почётное наименование «Витебский»[7]
- 761-му истребительному авиационному полку за отличие в боях с немецкими захватчиками за овладение городом Полоцк приказом ВГК присвоено почётное наименование «Полоцкий»[8]
- 976-му ордена Кутузова III степени истребительному авиационному полку 19 февраля 1945 года за овладение городом Инстербург приказом ВГК присвоено почётное наименование «Инстербургский»[9]

## Награды
- 259-я истребительная авиационная дивизия Указом Президиума Верховного Совета СССР от 17 мая 1945 года награждена орденом «Ленина».
- 259-я истребительная авиационная дивизия Указом Президиума Верховного Совета СССР награждена орденом «Боевого Красного Знамени».
- 259-я истребительная авиационная дивизия Указом Президиума Верховного Совета СССР награждена «Суворова II степени».
- 21-й истребительный авиационный полк 2 августа 1944 года за образцовое выполнение боевых заданий командования на фронте борьбы с немецкими захватчиками и проявленные при этом доблесть и мужество Указом Президиума Верховного Совета СССР от награждён орденом «Боевого Красного Знамени».
- 21-й истребительный авиационный полк 26 апреля 1945 года за образцовое выполнение боевых заданий командования в боях с немецкими захватчиками при овладении городами Ратибор и Бискау и проявленные при этом доблесть и мужество Указом Президиума Верховного Совета СССР награждён орденом «Кутузова III степени».
- 761-й истребительный авиационный полк 31 октября 1944 года за образцовое выполнение заданий командования в боях с немецкими захватчиками при прорыве обороны противника северо-западнее и юго-западнее Шяуляй (Шавли) и проявленные при этом доблесть и мужество Указом Президиума Верховного Совета СССР награждён орденом Кутузова III степени.
- 761-й истребительный авиационный полк 28 мая 1945 года за образцовое выполнение боевых заданий командования в боях с немецкими захватчиками при овладении городом и крепостью Пиллау и проявленные при этом доблесть и мужество Указом Президиума Президиума Верховного Совета СССР награждён орденом Суворова III степени.
- 976-й истребительный авиационный полк 22 октября 1944 года за образцовое выполнение заданий командования в боях с немецкими захватчиками при прорыве обороны противника юго-восточнее города Рига и проявленные при этом доблесть и мужество Указом Президиума Верховного Совета СССР награждён орденом Кутузова III степени
- 976-й истребительный авиационный полк 28 мая 1945 года за образцовое выполнение боевых заданий командования в боях с немецкими захватчиками при овладении городом и крепостью Пиллау и проявленные при этом доблесть и мужество Указом Президиума Верховного Совета СССР награждён орденом Суворова III степени

## Благодарности Верховного Главнокомандования

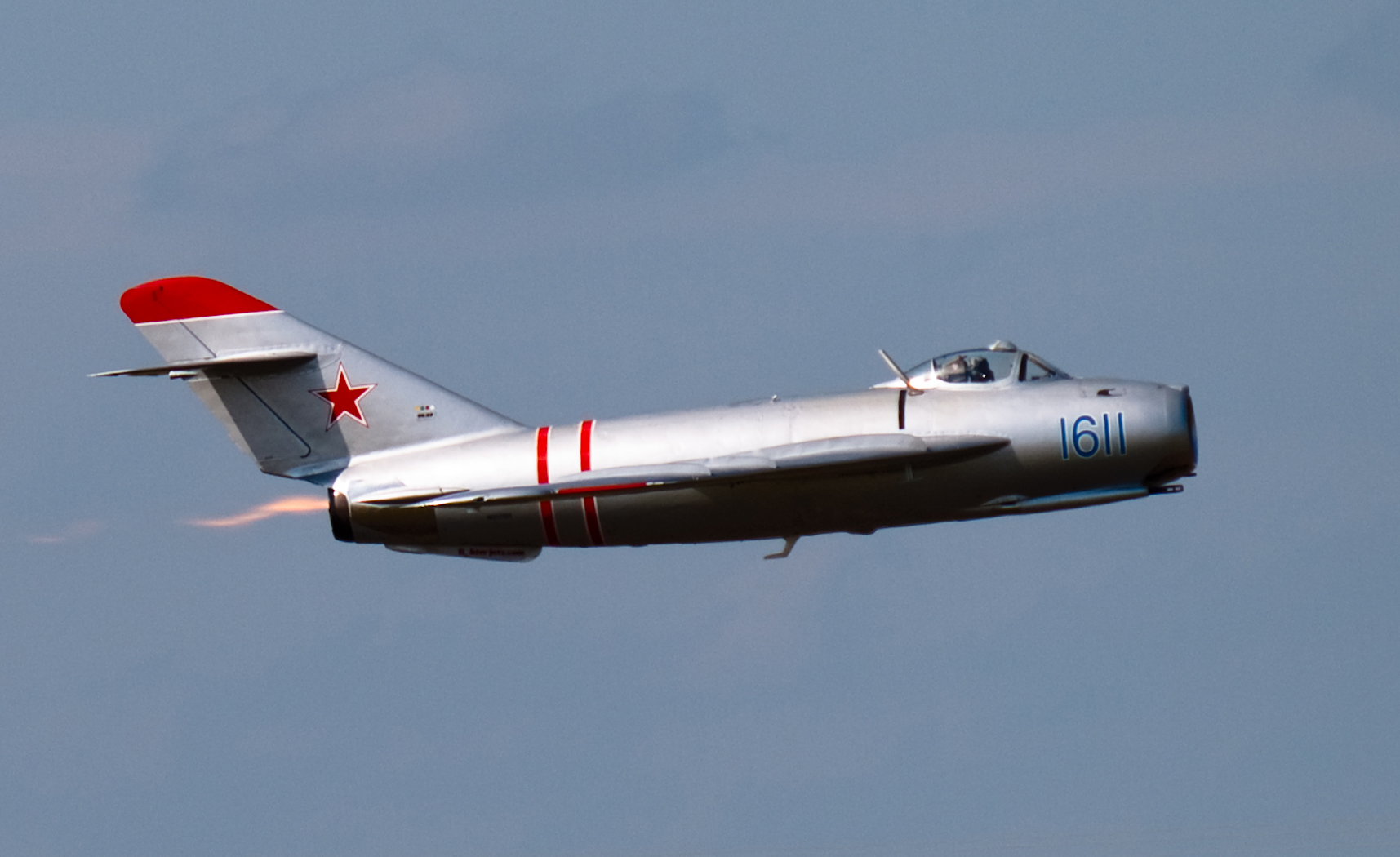
МиГ-17

За проявленные образцы мужества и героизма Верховным Главнокомандующим дивизии объявлены благодарности:
- За овладение городом и крупной железнодорожной станцией Городок[6].
- За прорыв обороны Витебского укреплённого района немцев, северо-западнее города Витебск[10].
- За овладение городом Паневежис[11]
- За овладение городом Елгава (Митава)[12].
- За разгром группы немецких войск юго-западнее Кенигсберга[13].
- За овладение городом и крепостью Кенигсберг[14].
- За овладение городом и крепостью Пиллау[15].

## Отличившиеся воины дивизии
- Семёнов Владимир Фёдорович, старший лейтенант, заместитель командира эскадрильи 976-го истребительного авиационного полка 259-й истребительной авиационной дивизии 3-й воздушной армии Указом Президиума Верховного Совета СССР 23 февраля 1945 года удостоен звания Герой Советского Союза. Золотая Звезда № 4179.
- Афанасьев Борис Михайлович, капитан, командир эскадрильи 21-го истребительного авиационного полка 259-й истребительной авиационной дивизии 3-й Воздушной Армии Указом Президиума Верховного Совета СССР 29 июня 1945 года удостоен звания Герой Советского Союза. Золотая Звезда № 7577.
- Гудков Дмитрий Васильевич, майор, командир эскадрильи 976-го истребительного авиационного полка 259-й истребительной авиационной дивизии 3-й Воздушной Армии Указом Президиума Верховного Совета СССР 29 июня 1945 года удостоен звания Герой Советского Союза. Золотая Звезда № 6198.
- Егоров Василий Васильевич, старший лейтенант, командир звена 21-го истребительного авиационного полка 259-й истребительной авиационной дивизии 3-й Воздушной Армии Указом Президиума Верховного Совета СССР 29 июня 1945 года удостоен звания Герой Советского Союза. Золотая Звезда № 6984.

## Базирование
| Период            | Аэродромы                        |
| ----------------- | -------------------------------- |
| 06.1945 — 12.1945 | Храброво, Кенигсбергская область |
| 12.1945 — 1963    | Кировобад, Азербайджанская ССР   |